# Stravinskij (kráter)

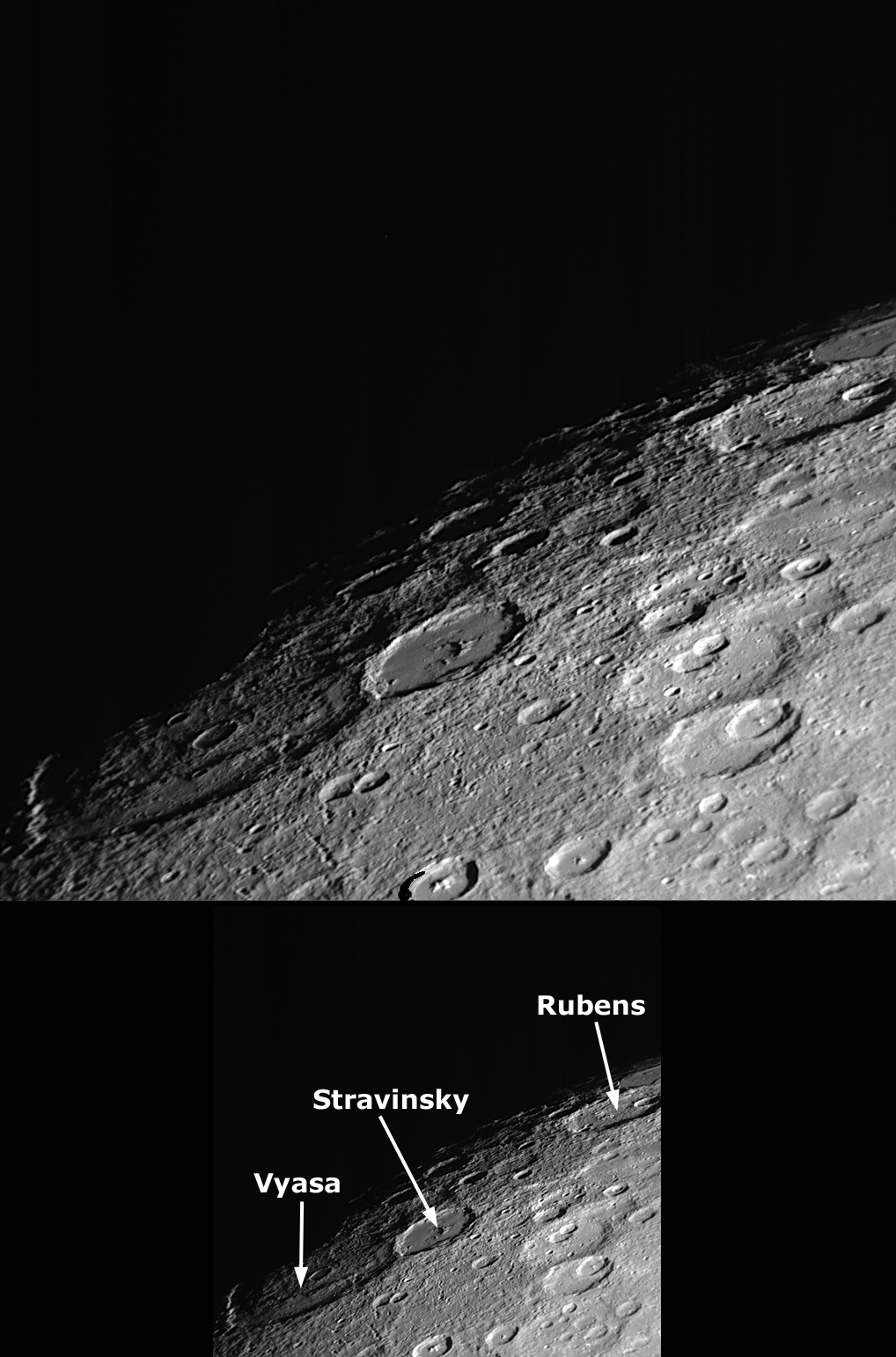
Kráter Stravinskij

Stravinskij je impaktní kráter na planetě Merkur. Nachází se na okraji mnohem staršího kráteru Vjása. Jeho souřadnice činí 50° 30′ 0″ severní šířky a 73° 0′ 0″ západní délky, v průměru má 170 kilometrů. Název získal po ruském hudebním skaldateli 20. století Igoru Fjodoroviči Stravinském.